# Georg Fuchs (général)
Pour les articles homonymes, voir Fuchs.
Ne doit pas être confondu avec Georg Fuchs (biologiste).
Georges Fuchs (né le 25 décembre 1856 à Dantzig et mort le 30 septembre 1939 à Münster) est un général d'infanterie prussien.

## Biographie
Après avoir obtenu son diplôme d'études secondaires, Fuchs s'engage le 13 avril 1877 en tant que cadet dans le 33e régiment de fusiliers de l'armée prussienne et reçoit le 11 février 1879 son brevet de sous-lieutenant. À partir de 1885, il étudie à l'Académie de guerre pendant trois ans et est promu premier lieutenant en 1888. À ce titre, il rejoint le Grand État-Major en 1890. En tant que capitaine, il dirige une compagnie du 36e régiment de fusiliers à Halle-sur-Saale à partir de 1894. Promu major en 1898, il enseigne ensuite à l'Académie de guerre pendant deux ans. Il est ensuite affecté au service de l'état-major général et comme commandant de bataillon, avant de devenir en 1905, lieutenant-colonel chef d'état-major du 9e corps d'armée à Altona.
En tant que colonel, il dirige le 143e régiment d'infanterie à Strasbourg, après avoir été promu général de division en avril 1911 la 20e brigade d'infanterie à Posen. En février 1914, il reçoit le commandement de la 16e division d'infanterie à Trèves et est promu Generalleutnant.

### Première Guerre mondiale
Au début de la Première Guerre mondiale, le 2 août 1914, à la tête de 16e division d'infanterie, il est chargé d'occuper le Grand-duché de Luxembourg. Il combat ensuite dans le 8e corps d'armée à la bataille de Neufchâteau. Fin août 1916, il devient le général commandant du 10e corps de réserve dans le groupe Meuse Ouest. Fin octobre 1916, il devient général commandant du 14e corps de réserve, déployé à la mi-novembre lors de la bataille de l'Ancre (bataille de la Somme) dans le principal champ d'attaque de la 5e armée britannique.
À partir de mars 1917, il prend le commandement suprême du détachement d'armée C entre la Meuse et la Moselle. Après l'offensive de la 1re armée américaine, il doit abandonner la grande avancée du front à l'est de Verdun pendant la bataille de Saint-Mihiel à la mi-septembre 1918.
Après l'armistice Fuchs reçoit également le commandement de la 5e armée en décembre 1918. En janvier 1919, il est mis à disposition et le 6 octobre 1919, il est retiré du service actif en recevant le titre de General der Infanterie.

## Décorations militaires
- Ordre de l'Aigle rouge de 2e classe avec feuilles de chêne[2]
- Ordre de la Couronne 2e classe avec étoile[2]
- Croix de décoration de service prussienne[2]
- Croix de chevalier 1re classe de l'ordre du Lion de Zaeringen[2]
- Commandeur de l'ordre du Griffon[2]
- Croix d'officier honoraire de l'ordre du Mérite du duc Pierre-Frédéric-Louis[2]
- Croix d'honneur reussoise de 2e classe[2]
- Commandeur de l'ordre de François-Joseph[2]
- Croix de fer de 2e et 1re classe
- Pour le Mérite le 22 août 1917